# Renedo (Las Rozas de Valdearroyo)
Renedo es una localidad española del municipio de Las Rozas de Valdearroyo, perteneciente a la comunidad autónoma de Cantabria.

## Toponimia
El lugar puede encontrarse referido como Renedo y Renedo de Valdearroyo.

## Geografía
Se encuentra a 3 kilómetros de la capital municipal, Las Rozas, y a 839 m s. n. m.

## Historia
Hacia mediados del siglo XIX, el lugar, por entonces perteneciente al municipio de Campoo de Yuso, tenía contabilizada una población de 80 habitantes. Aparece descrito en el decimotercer volumen del Diccionario geográfico-estadístico-histórico de España y sus posesiones de Ultramar de Pascual Madoz con las siguientes palabras:

RENEDO DE VALDEARROYO: l. en la prov. de Santander (13 1/2 leg.), part. jud. de Reinosa (1 1/2), dióc., aud. terr., c. g. de Búrgos (17), ayunt. de Campo de Yuso. sit. á las márg. del r. Vilga; su clima es frio; sus enfermedades mas comunes son reumas y fiebres catarrales. Tiene 16 casas; igl. parr. (San Martin) servida por un cura de provision del diocesano en patrimoniales, y buenas aguas potables. Confina con térm. de Bustamante, Llano, los Riconchos y Valdearroyos. El terreno es de buena calidad y de secano; por él corren las aguas del Vilga y arroyo Pinadero. Hay dos montes cubiertos de roble, algunas canteras de piedra y varios prados naturales. Los caminos dirigen á los pueblos limítrofes: recibe la correspondencia de REinosa. prod.: granos, alguna legumbre, patatas y pastos; cría ganados, caza mayor y menor y pesca de truchas, anguilas y otros peces. ind.. trasporte de efectos comerciales. pobl.: 16 vec., 80 alm. contr.: con el ayuntamiento.
(Madoz, 1849, p. 414)

En la actualidad, pertenece al municipio de Las Rozas de Valdearroyo. En 2024, la entidad singular de población de Renedo tenía empadronados 19 habitantes, todos ellos en el núcleo de población de ese nombre.

## Patrimonio
Hay en la localidad una iglesia de San Martín.